# NGC 5585
NGC 5585是位於大熊座中一個螺旋星系，距離地球約2,800萬光年；它是屬於M101星系群的星系。這個星系的直徑約為35,000光年，並且有一個非常瀰漫的圓盤，幾乎沒有中央凸起。雖然它的整體結構相當複雜，但這個星系確實有一個非常微弱的螺旋臂結構，這導致它的星系型態分類被歸類為SAB(s)d。
像其它類似類似的星系一樣，NGC 5585呈現出中等水平的恆星形成，主要集中在中心區域。迄今為止，已經確定了47個不同的恆星形成區域。儘管如此，星系的可見成分似乎只佔總質量的一小部分，因為即使非常接近中心，圓盤可見部分的引力並不能解釋觀察到的旋轉曲線。這表明NGC 5585有著非常多的暗物質成分，比這種大小的星系更能反映矮星系中通常看到的東西。甚至星系的電離氫區的引力似乎也比星系的可見成分具有更大的影響。
在NGC 5585中總共觀測到五個超新星遺跡（SNR）。其中一個SNR非常大，尺寸約為200 x 90 秒差距（650 x 300光年），它的X射線發射非常強大，以至於它實際上扭曲了愛因斯坦衛星在1980年代初獲得的整個星系的初始X射線發射等值線圖。這個SNR的大尺寸以及它仍然以超過85 km/s（53 mi/s）的異常高速率膨脹的事實表明，它可能位於NGC 5585的星際介質低密度區域。
1997年的一篇論文估計，這個星系可能每1,000年就有一顆超新星。

## 圖集

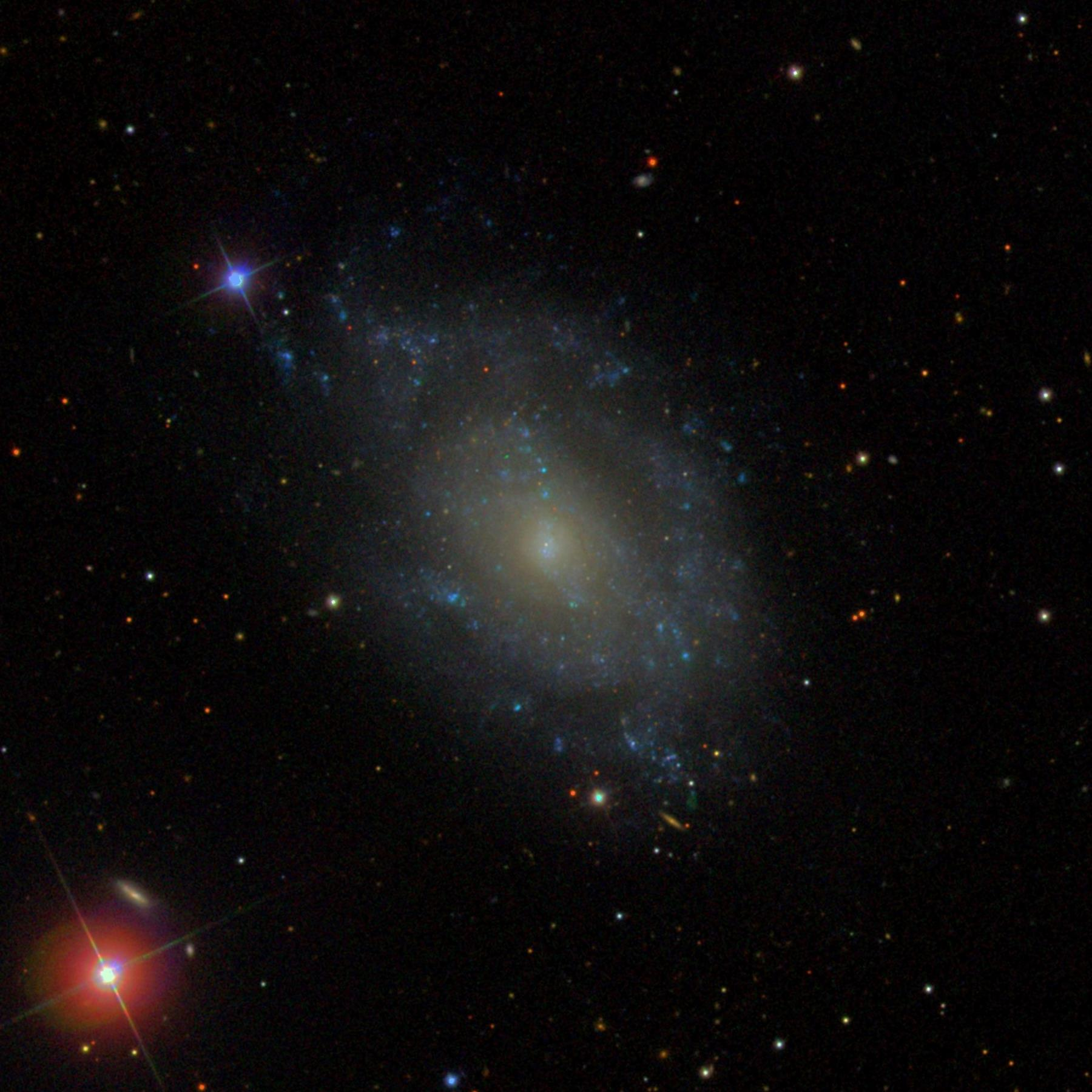
史隆數位巡天拍攝的NGC 5585。
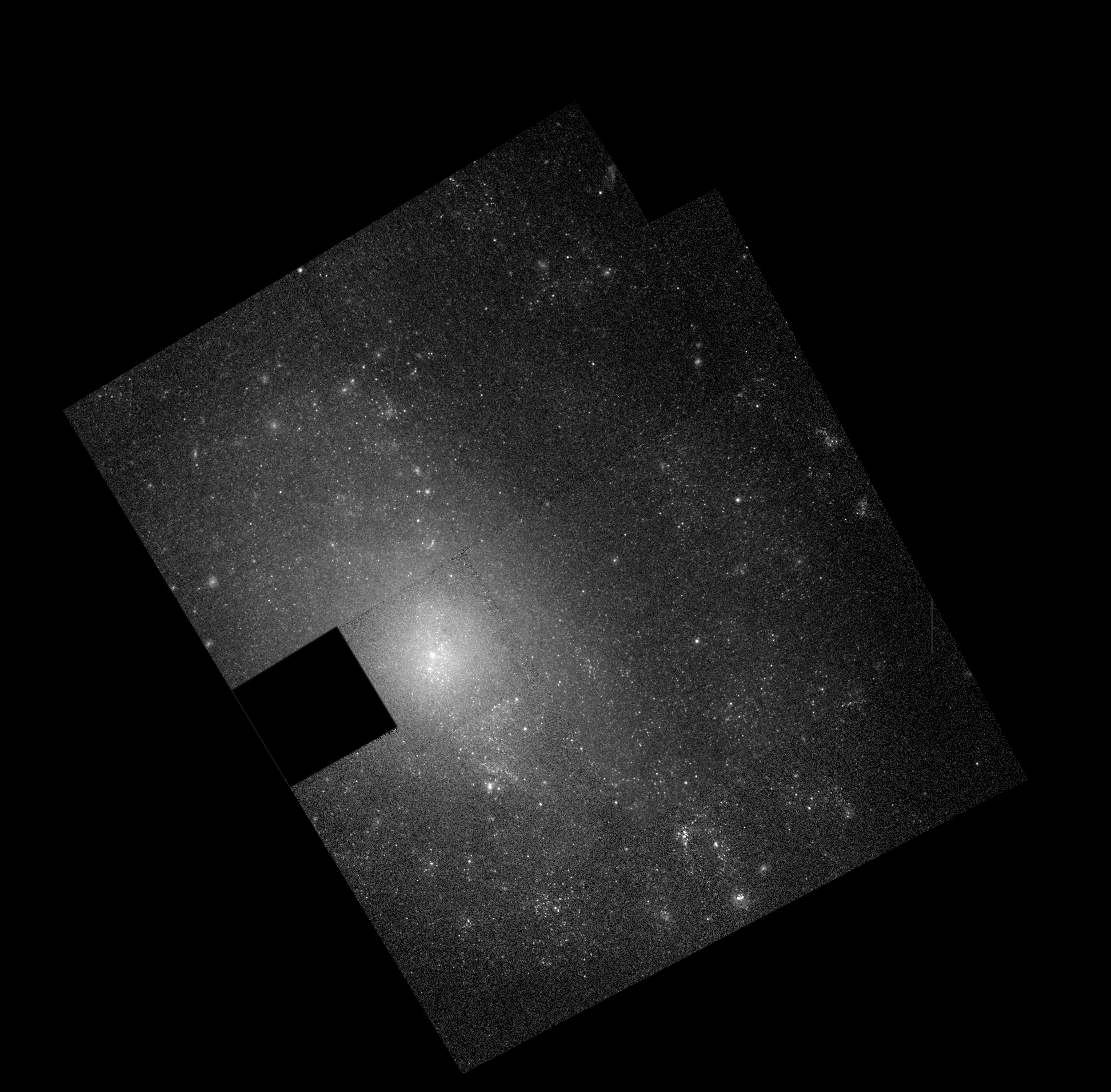
哈伯太空望遠鏡拍攝的NGC 5585。

## 外部連結
- 维基共享资源上的相關多媒體資源：NGC 5585